# Plage Jinshi
La plage Jinshi (chinois simplifié : 金石滩 ; chinois traditionnel : 金石灘 ; pinyin jīn shí tān) ou plage des Galets d'or est située au nord-est de la ville chinoise de Dalian. Longue de plus de 30km, la plage est un haut-lieu du tourisme balnéaire local.

## Parc national de la plage Jinshi
Le parc paysager de la plage Jinshi (金石滩风景名胜区) a été proclamé parc national le 1er août 1988.